# Alki (podrodzina)
Alki (Alcinae) – podrodzina ptaków z rodziny alk (Alcidae).

## Zasięg występowania
Podrodzina obejmuje gatunki występujące na wybrzeżach Eurazji i Ameryki Północnej.

## Systematyka
Do podrodziny należą następujące rodzaje:
- Brachyramphus von Brandt, 1837
- Cepphus Pallas, 1769
- Synthliboramphus von Brandt, 1837
- Alca Linnaeus, 1758 – jedynym przedstawicielem jest Alca torda Linnaeus, 1758 – alka zwyczajna
- Pinguinus Bonnaterre, 1791 – jedynym przedstawicielem był wymarły w XIX wieku[3] Pinguinus impennis (Linnaeus, 1758) – alka olbrzymia
- Alle Link, 1806 – jedynym przedstawicielem jest Alle alle (Linnaeus, 1758) – alczyk
- Uria Brisson, 1760